# 吉隆狒蛛
吉隆狒蛛（学名：Fernandezina gyirongensis）为二纺蛛科狒蛛属的动物。在中国大陆，分布于西藏等地，常见于野外石块下。该物种的模式产地在西藏。